# Nextbitt
A Nextbitt é uma empresa pioneira em tecnologia de ponta, dedicada à gestão sustentável de ativos físicos das organizações. Fornece soluções tecnológicas inovadoras em áreas como Gestão de Ativos Físicos, Sustentabilidade, Gestão de Edifícios, Gestão de Equipas no terreno, Sensorização e IoT.
A Nextbitt foi fundada em Outubro de 2015 em Portugal por André Calixto, Pedro Morais e Miguel Salgueiro e tem sede em Lisboa, em Portugal. 

## Produtos e serviços
A Nextbitt desenvolve uma plataforma digital com foco na sustentabilidade, composta por três módulos principais: 
- EAM (Enterprise Asset Management)

- Plataforma IoT

- Environmental Management System

Além da plataforma, a empresa presta serviços de consultoria (oferecendo um acompanhamento integral), serviços de inventário (assegurado uma catalogação e cadastro precisos e atualizados), serviços de sensorização (transformando dados em tempo real em insights valiosos) e serviços de integração (ao integrar a sua aplicação avançada à infraestrutura tecnológica existente).

## Presença internacional
A 22 de Novembro de 2023 a Nextbitt anuncia a sua expansão para o mercado espanhol. Uma iniciativa reforça a posição da empresa na Península Ibérica e a sua aposta no setor da sustentabilidade. 
A Nextbitt inicia assim a sua internacionalização com a intenção de no futuro passar por novas geografias com maior enfoque na Europa.

## Parcerias e reconhecimentos

#### Reconhecimentos
Ao longo dos últimos anos, a Nextbitt tem consolidado a sua posição como uma referência na inovação tecnológica e na sustentabilidade empresarial. Em julho de 2017, a empresa foi distinguida em Washington com o prémio “Parceiro do Ano” da Microsoft Portugal, na categoria ISV (Independent Software Vendor), um reconhecimento do seu impacto no desenvolvimento de soluções tecnológicas robustas e escaláveis. Dois anos depois, em julho de 2019, volta a ser premiada pela Microsoft, desta vez em Las Vegas, como “IP Co-Sell Partner of the Year”, fruto do sucesso na co-venda de soluções baseadas em Microsoft Azure.
O percurso de excelência prosseguiu com um crescimento sustentado, culminando, em dezembro de 2023, com a distinção como uma das empresas de crescimento mais rápido em Portugal na prestigiada cerimónia Deloitte Technology Fast 50. Este reconhecimento sublinhou não só a solidez do modelo de negócio da Nextbitt, mas também a sua capacidade de adaptação e inovação num mercado em constante transformação.
Já em maio de 2024, a Nextbitt conquista um novo marco: uma menção honrosa no Prémio Nacional de Sustentabilidade, na categoria de Transformação Digital em Sustentabilidade. A distinção foi atribuída ao projeto “Plataforma Nextbitt – Sustainable Asset Management”, que evidencia o compromisso contínuo da empresa com a transição digital verde e a gestão inteligente de ativos físicos, reforçando a sua missão de construir um futuro mais sustentável.

#### Adesões
O compromisso da Nextbitt com a sustentabilidade tem vindo a consolidar-se através da adesão a redes e organizações de referência que partilham os mesmos valores. Em 2022, a empresa deu um passo importante ao subscrever a Carta de Princípios do BCSD Portugal – Business Council for Sustainable Development. Esta adesão marcou o alinhamento estratégico da Nextbitt com um conjunto de diretrizes que promovem a integração de práticas sustentáveis no centro da gestão empresarial.
Em 2024, esse caminho ganhou novo fôlego com a entrada da Nextbitt em duas organizações de grande relevo. Por um lado, a adesão ao GRACE – Grupo de Reflexão e Apoio à Cidadania Empresarial – reforçou o envolvimento ativo da empresa na promoção de práticas empresariais responsáveis e na criação de valor social e ambiental. Por outro, a Nextbitt juntou-se à Forética, a principal organização em Espanha dedicada à sustentabilidade e responsabilidade social empresarial, expandindo a sua atuação e influência no panorama ibérico.
Estas adesões refletem a visão da Nextbitt de que a transformação sustentável exige colaboração, partilha de conhecimento e ação conjunta, reafirmando o seu papel como agente ativo na construção de um futuro mais justo, resiliente e sustentável. 